# Babrru
Babrru es un pueblo en el municipio principal de Paskuqan en el condado de Tirana, Albania. En el año 2015, el mapa de gobierno local fue reformado, pasando a ser parte del municipio de Kamëz.